# Norgesmesterskapet 1909
La Norgesmesterskapet 1909 di calcio fu la 8ª edizione del torneo. Terminò il 26 settembre 1909, con la vittoria del Lyn Oslo sull'Odd per 4-3, dopo i tempi supplementari. Fu il secondo titolo nella storia del club, che giunse consecutivamente al primo.

## Risultati

### Primo turno
| Squadra 1  | Risultato | Squadra 2   |
| ---------- | --------- | ----------- |
| Ulf        | 0 – 2     | Odd         |
| Gjøvik-Lyn | 2 – 4     | Fredrikstad |

- Lyn Oslo e Trondhjems Teknikere ricevettero una wild card.

### Semifinale
| Squadra 1 | Risultato | Squadra 2            |
| --------- | --------- | -------------------- |
| Lyn Oslo  | 9 – 2     | Fredrikstad          |
| Odd       | 2 – 0     | Trondhjems Teknikere |

### Finale
| Kristiania 26 settembre 1909 | Lyn Oslo | 4 – 3 (d.t.s.) referto | Odd Grenland | Gamle Frogner\| Arbitro: \| Wiese \| |
| Arbitro:                     | Wiese    |                        |              |                                      |

#### Formazioni
| Lyn Oslo (2-3-5) |  |                       |
|                  |  |                       |
| POR              |  | August Heiberg Kahrs  |
| DIF              |  | Ola Tygesen           |
| DIF              |  | Paul Due              |
| CEN              |  | Henrik Nordby         |
| CEN              |  | Erling Lorck          |
| CEN              |  | Hjalmar Syversen      |
| ATT              |  | Alf Paus              |
| ATT              |  | Knut Heyerdahl-Larsen |
| ATT              |  | Victor Nysted         |
| ATT              |  | Erling Maartmann      |
| ATT              |  | Rolf Maartmann        |

| Odd (2-3-5) |  |                    |
|             |  |                    |
| POR         |  | Thostrup Rødseth   |
| DIF         |  | Peder Henriksen    |
| DIF         |  | Henry Pettersen    |
| CEN         |  | August Fredriksen  |
| CEN         |  | Marius Lund        |
| CEN         |  | Einar Pedersen     |
| ATT         |  | Otto Olsen         |
| ATT         |  | Berthold Pettersen |
| ATT         |  | Bjarne Gulbrandsen |
| ATT         |  | Thormod Lie        |
| ATT         |  | Henry Reinholdt    |